# Дом купца Осипова
Дом купца Осипова (каз. Көпес Осиповтың үйі) — памятник архитектуры начала XX века в Павлодаре. Входит в список памятников истории и культуры местного значения Павлодарской области.

## История
Дом был построен в 1907 году для семьи городского главы, купца-солепромышленника Ивана Лаврентьевича Осипова. Был национализирован в 1918 году первым Совдепом, с 1919 года дом перешёл в ведение уездного комитета партии.
В 1920—1950-е годы здесь располагались редакция газеты «Степной пахарь» (1922—1925), окружком партии (1920—1930), райком (1930—1938), партийные и комсомольские органы (1938—1960). Здесь работали первыми секретарями партии Абдулла Розыбакиев (в 1931—1932 годах) и Леонид Вандыш (в 1934—1935 годах).
В 1960—1964 годах здесь находилась библиотека Дома политического просвещения. В 1960—1980-х годах в здании располагался детский сад.

## Архитектура
Одноэтажное здание на высоком цоколе. В плане Т-образное (длинной стороной вытянут вглубь двора). Главный фасад украшен карнизом с зубчиками и разделён пилястрами на 3 части — центральную в 3 окна, боковые в 2 окна. Отличительной деталью дома является фронтон со шпилем, обшитый тёсом и украшенный накладной резьбой. По обе его стороны кровля была ограждена деревянными парапетными решётками между столбиками.
С северной стороны продолжением фасада является входной объём в виде кирпичных сеней, пристроенных к торцу дома. Торцевые стены входа между пилястрами со стороны главного фасада увенчаны аттиком над щипцовой стеной, с противоположной стороны — кирпичным парапетом с килевидным возвышением в центре. Над угловыми пилястрами возвышаются кирпичные столбики над кровлей с луковичными жестяными колпаками. Высокие прямоугольные окна обрамлены кирпичными наличниками с лучковыми сандриками.
Имеются поздние дворовые пристройки со стороны дворового фасада, изменившие первоначальный вид и планировку. Вход на главном фасаде был заложен, сделано окно. Также не сохранились деревянные ворота с луковичными башенками над столбами.